# Meininger Hofkapelle

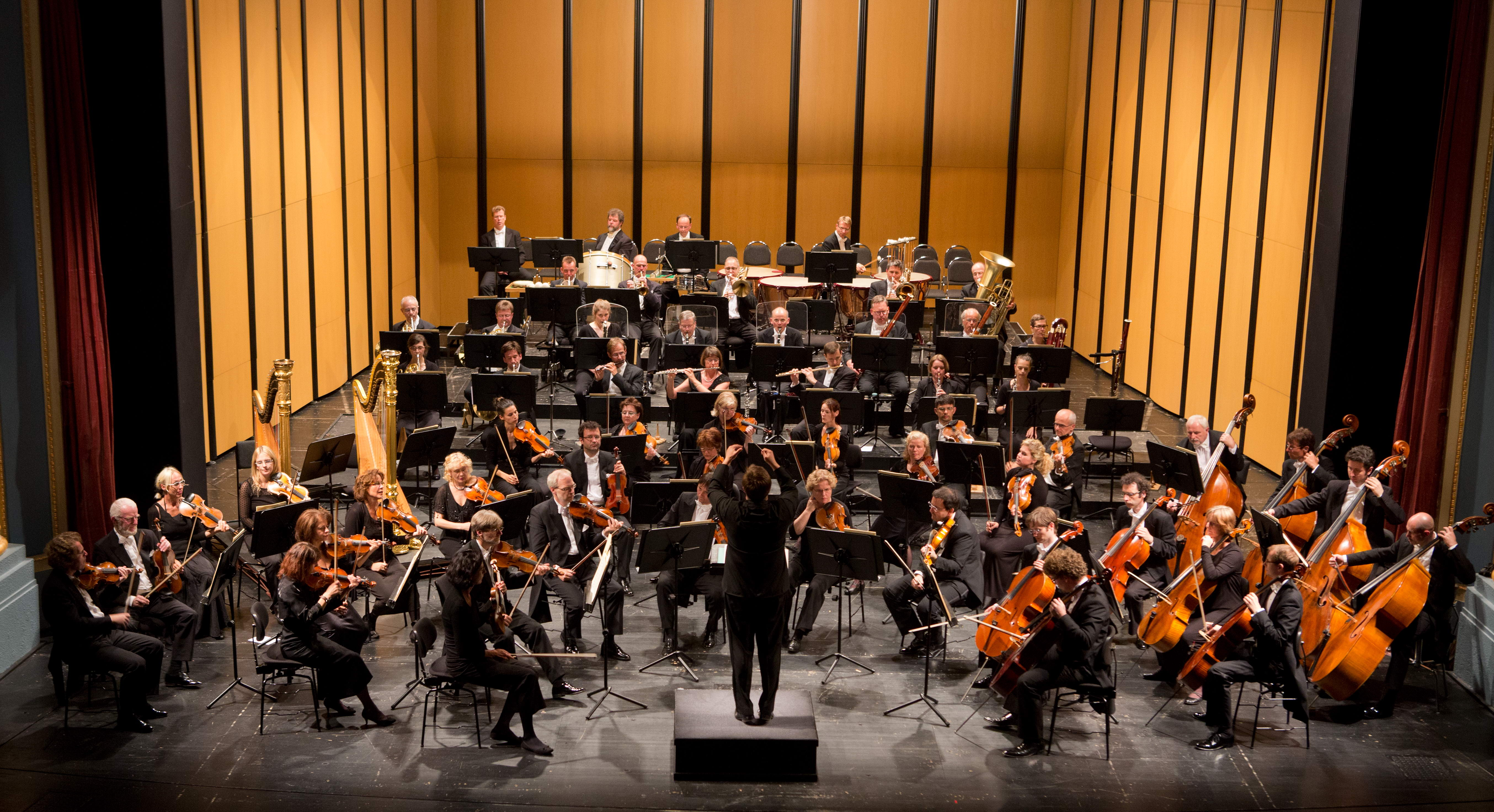
Die Meininger Hofkapelle mit GMD Philippe Bach

Die Meininger Hofkapelle zählt zu den ältesten und traditionsreichsten Klangkörpern in Europa. Das in der thüringischen Kreisstadt Meiningen beheimatete, über 300 Jahre alte Orchester ist seit 1952 dem Staatstheater Meiningen angegliedert und hat heute 68 Mitglieder. Generalmusikdirektor (GMD) war von 2011 bis 2022 der Schweizer Philippe Bach. Sein Nachfolger ist ab der Spielzeit 2023/24 der Ire Killian Farrell. 1. Kapellmeister und Stellvertreter des GMD ist seit 2024 Kens Lui (Hong Kong), 2. Kapellmeister ist seit 2024 der US-Amerikaner Christopher Važan. Orchesterdirektor ist Alexander John.

## Geschichte

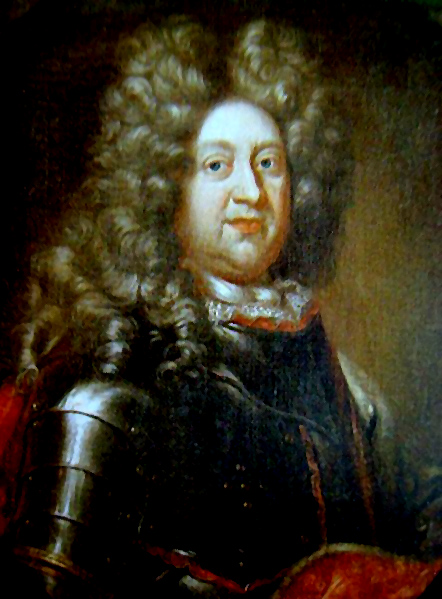
Herzog Bernhard I.

### Gründung
Die Kapelle wurde bald nach der Gründung des Herzogtums Sachsen-Meiningen von Herzog Bernhard I. im Jahre 1690 gegründet. Das anfangs kleine Ensemble bestand zunächst aus wenigen Instrumentalisten und Sängern, die die wachsenden kulturellen Bedürfnisse in der noch jungen Residenz befriedigen sollten. Moderner Zeitgeist beherrschte die Hofkapelle von Anbeginn, denn schon frühzeitig versuchte man höfische und kirchliche Musik zu einem bürgerlichen Konzertleben zu vereinen.

### Anfangszeit
Einer der ersten Dirigenten war von 1702 bis 1707 Georg Caspar Schürmann.
Von 1711 bis 1731 führte Johann Ludwig Bach die Kapelle. Ihm folgten seine Nachfahren Gottlieb Friedrich Bach und Johann Philipp Bach, die wie er die Kirchenmusik präsentierten. Hohe Verdienste erwarb sich danach der Kapellmeister Johann Matthäus Feiler (1778–1814), der neben anspruchsvollen Opernaufführungen auch Abonnementskonzerte ins Leben rief. Im Jahr 1800 begleitete die Hofkapelle die Eröffnungsfeierlichkeiten des ersten Kurtheaters im Herzogtum, dem Comödienhaus in Bad Liebenstein. 1829 übernahm der vorherige Konzertmeister Eduard Grund die Stabführung und eröffnete mit „Fra Diavolo“ 1831 das neue Theatergebäude, bis er 1857 von seinem Violinkollegen Jean Joseph Bott abgelöst wurde. Unter den beiden letztgenannten Dirigenten erlangte die Sinfonie einen erhöhten Stellenwert. Als nächster Kapellmeister folgte von 1865 bis 1880 Adolf Emil Büchner.

### Große Blütezeit bis 1914
Franz Liszt veranstaltete 1867 in Meiningen zusammen mit der Hofkapelle das Fest des „Allgemeinen deutschen Musikvereins“, bei dem neue Werke von Liszt, Bülow, Damrosch, Lassen, Draeseke und Volkmann zur Aufführung kamen. 1876 stellte die Hofkapelle auf Wunsch von Richard Wagner das Hauptkontingent des Festspielorchesters bei den ersten Bayreuther Festspielen. Die Meininger Musiker wirkten daraufhin mehrere Jahre bei den Festspielen mit.

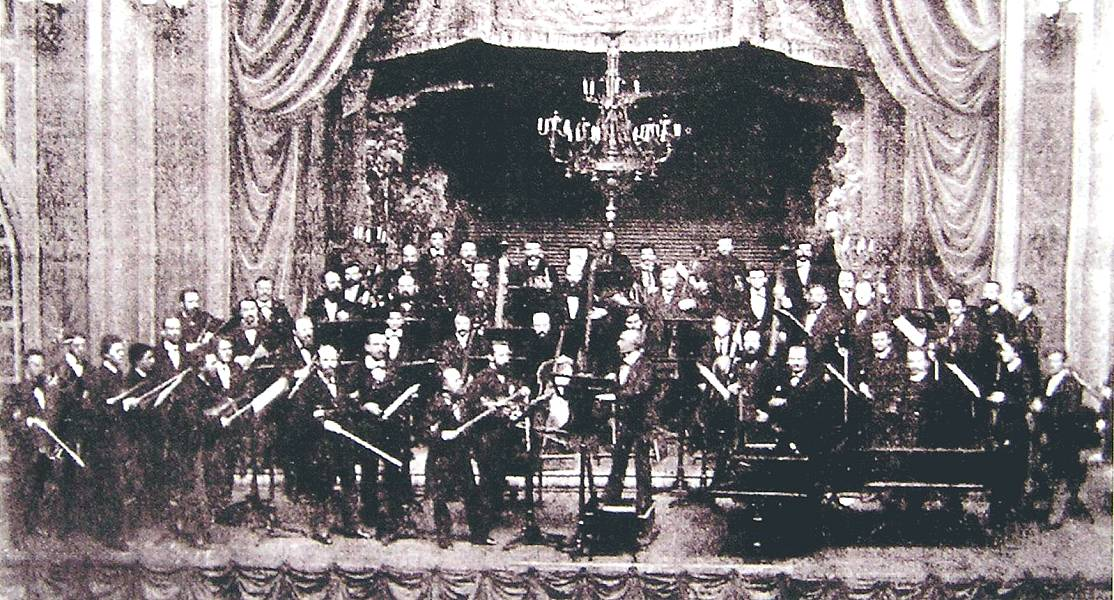
Meininger Hofkapelle mit Hans von Bülow (1882)

Die Meininger Hofkapelle mit Fritz Steinbach (1899)

Mit dem Antritt von Hans von Bülow als Hofkapellmeister Anfang Oktober 1880 begann die erfolgreichste Zeit der Kapelle, die er mit einer Reform des sinfonischen Konzerts zu einem europäischen Eliteorchester entwickelte. Der ab 1866 regierende Herzog Georg II. und Bülow konnten bekannte Komponisten wie Richard Wagner und Johannes Brahms zur Mitarbeit in der Hofkapelle gewinnen. So fand in Meiningen die Uraufführung der 4. Sinfonie von Brahms statt.
Ganz im Sinne der Theatertruppe „Meininger“ ging die Kapelle ab 1881 zunehmend auf Reisen. Unter Bülow fanden insgesamt 200 öffentliche Konzerte in ganz Deutschland und weiten Teilen Europas statt. Auch Brahms dirigierte einige Male die Hofkapelle.
1885 übernahm der damals 21-jährige Richard Strauss den Dirigentenstab. Ihm folgten Fritz Steinbach (1886–1903) und Wilhelm Berger (1903–1911), die das Erbe Bülows fortsetzten und mit der Kapelle auf Tourneen durch Holland, die Schweiz, Dänemark, England und Böhmen gingen.
Die Gastspielorte der Meininger Hofkapelle in dieser Zeitepoche waren: Gotha, Erfurt, Würzburg, Bayreuth, Nürnberg, München, Magdeburg, Berlin, Leipzig, Dresden, Breslau, Prag, Stettin, Danzig, Königsberg, Wien, Graz, Budapest, Baden-Baden, Straßburg, Basel, Stuttgart, Karlsruhe, Darmstadt, Mainz, Frankfurt am Main, Marburg, Köln, Düsseldorf, Barmen (Wuppertal), Bremen, Hamburg, Odense, Kopenhagen, Amsterdam, Rotterdam, Utrecht, Brüssel und London.
Von 1911 bis 1914 dirigierte Max Reger die Hofkapelle. Ehe er dieses Amt übernahm, formulierte er diesen Satz, Zitat: „Es gibt nur ein Orchester, das ich haben möchte: Meiningen.“ Reger spielte sehr oft auf der Orgel der Meininger Stadtkirche und regte deren Umbau und Erweiterung an, die dann 1932 als Reger-Orgel eingeweiht wurde. Heute kann man das Max-Reger-Archiv mit seinem künstlerischen Nachlass in den Meininger Museen im Schloss Elisabethenburg besuchen.

### 1914 bis 1995
Der Erste Weltkrieg beendete diese Blütezeit. Ab 1921 unterstand die Kapelle mit dem neuen Namen Landesorchester dem Land Thüringen. Kapellmeister war in dieser Zeit unter anderem Heinz Bongartz (1926–1930). Am 16. Juni 1945 dirigierte Peter Schmitz das erste Konzert nach dem Zweiten Weltkrieg.
1952 wurde das Orchester dem Meininger Theater angegliedert und nannte sich seitdem Orchester des Meininger Theaters. Von 1952 bis 1956 leitete Ulrich Haverkamp die Kapelle. Danach folgte von 1956 bis 1961 Rolf Reuter, der einen besonderen Akzent auf Aufführungen von Mozart und Strauss setzte. Dagegen fühlte sich sein Nachfolger Olaf Koch (1961–1967) insbesondere der italienischen Oper sowie dem Werk Schostakowitschs verpflichtet. 1967 wurde Wolfgang Hocke zum langjährigen musikalischen Oberleiter, den er bis 1995 innehatte.

### Ab 1995
In der Spielzeit 1995/96 stand erstmals eine Frau am Pult des Meininger Orchesters: Die Schweizerin Marie-Jeanne Dufour leitete das Orchester bis 1999. Ihr folgte bis 2002 Kirill Petrenko als Generalmusikdirektor und Leiter des Orchesters und führte es zu einer überregional beachteten Qualitätssteigerung. Petrenko wurde dann von dem noch jungen Kasachen Alan Böribajew abgelöst, der gleichzeitig Chefdirigent des Astana Symphony Orchestra war.
Im Rahmen der Feierlichkeiten zum 175-jährigen Bestehen des Meininger Theaters am 17. Dezember 2006 bekam das Orchester seinen ursprünglichen Namen „Meininger Hofkapelle“ zurück. Mit der Spielzeit 2007/08 übernahm Hans Urbanek die Hofkapelle. Er wurde 2011 von dem Schweizer Philippe Bach, dieser wiederum 2023 von dem Iren Killian Farrell abgelöst. Von 2012 bis 2015 war der Engländer Leo McFall 1. Kapellmeister, ein späterer Nachfolger war ab 2019 Harish Shankar aus Malaysia.
Zu jeder Spielzeit lädt die Meininger Hofkapelle neben ihren Auftritten bei Musikaufführungen regelmäßig zu Sinfoniekonzerten, Jugendkonzerten und Foyerkonzerten ein.

## Gliederung
| - 1. Violine (11) - 2. Violine (8) - Viola (6) - Cello (6) | - Kontrabass (4) - Flöte (3) - Oboe (3) - Klarinette (4) | - Fagott (4) - Horn (5) - Trompete (3) - Posaune (3) | - Tuba (1) - Pauke (3) - Schlagzeug (1) - Harfe (1) | - Kapellmeister (3) - Orchesterdirektor - Orchesterwart (2) - Notenbibliothekar |

In Klammern: Anzahl der Musiker und Musikerinnen (69 inklusive Kapellmeister) sowie Personal (4), Stand Spielzeit 2024/25.

## Hofkapellmeister/Generalmusikdirektoren

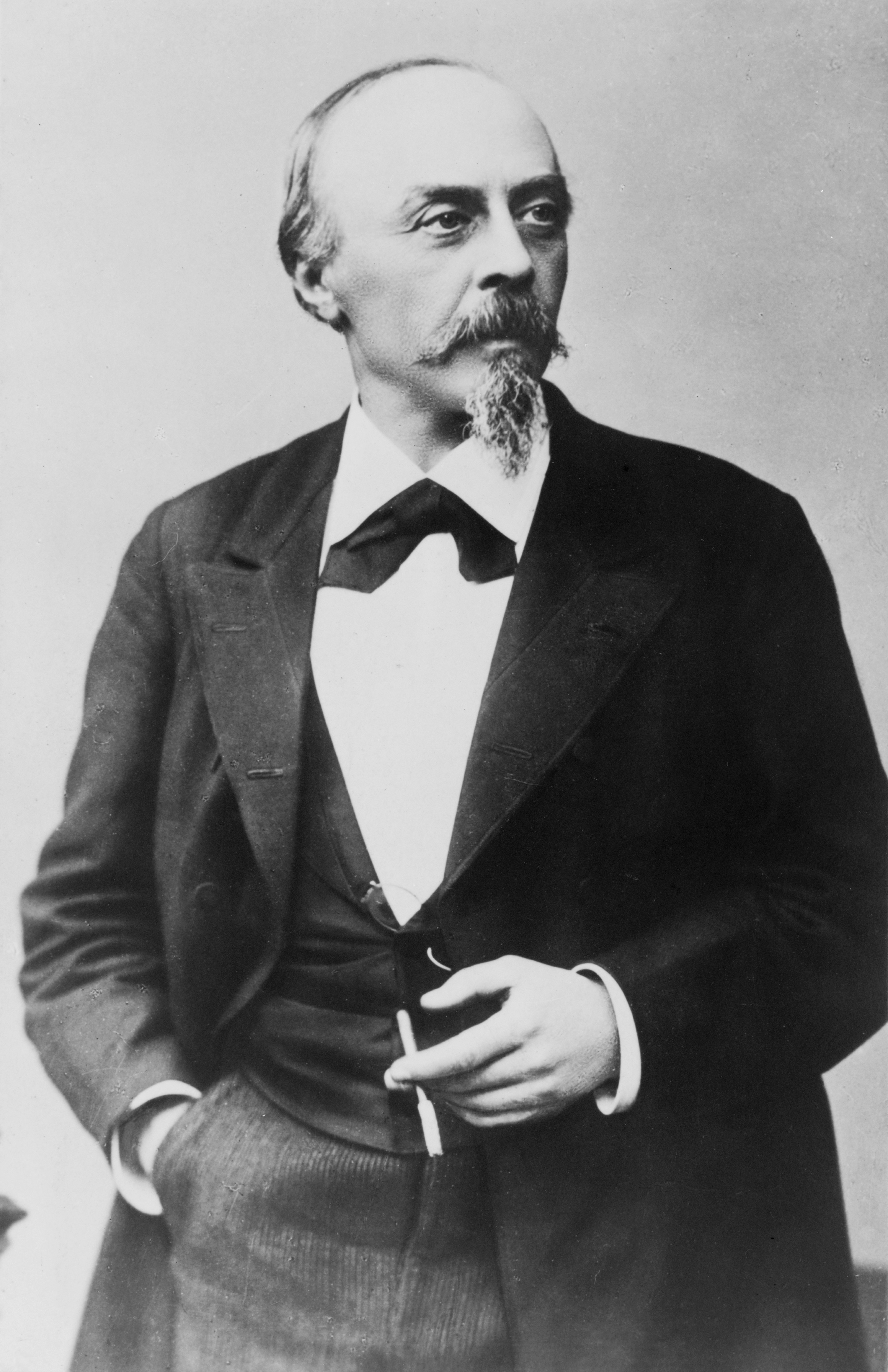
Hans von Bülow

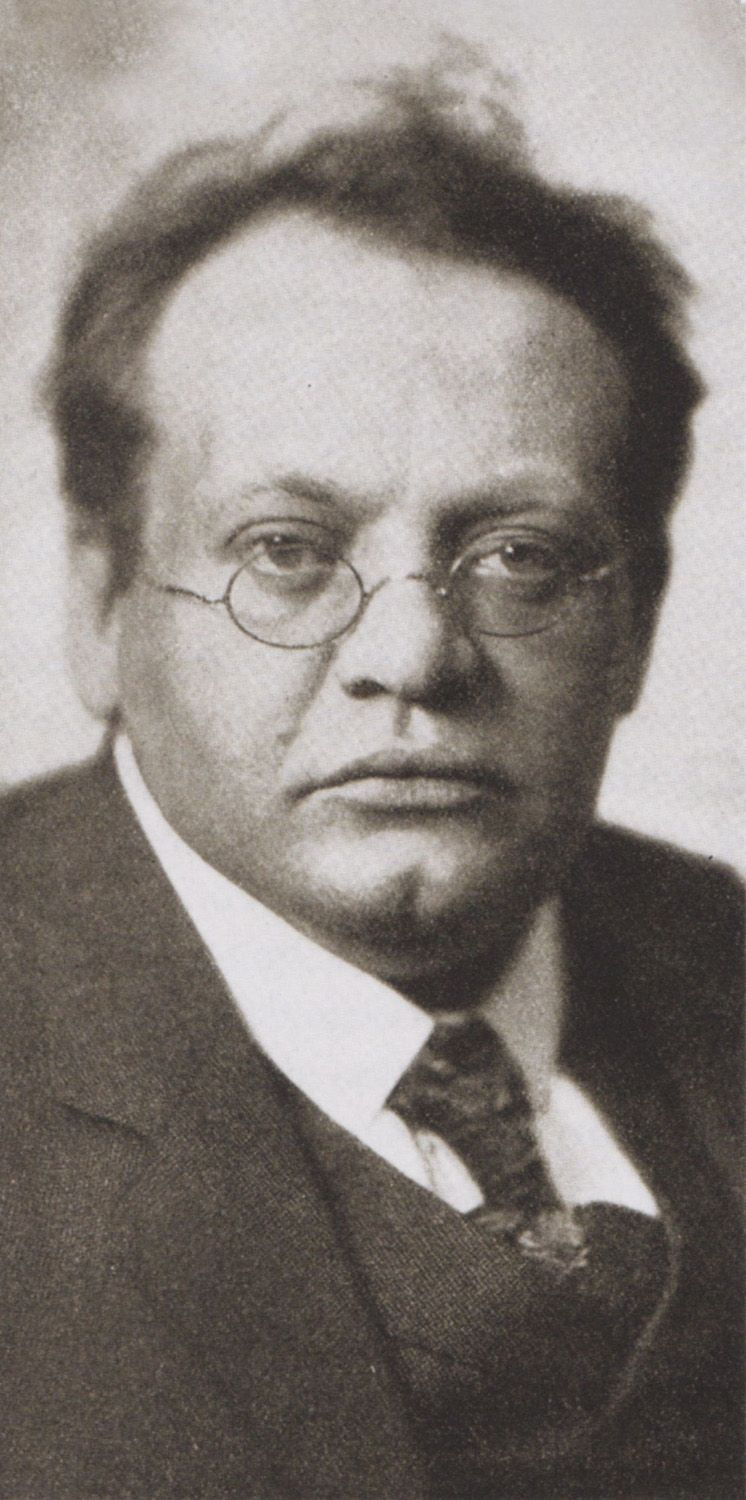
Max Reger (1913)

- 1690–1702: Bernhard I. von Sachsen-Meiningen
- 1702–1707: Georg Caspar Schürmann
- 1711–1731: Johann Ludwig Bach
- 1740–1778: Johann Theodor Keyßner
- 1778–1814: Johannes Matthäus Feiler
- 1829–1857: Eduard Grund
- 1857–1865: Jean Joseph Bott
- 1865–1880: Adolf Emil Büchner
- 1880–1885: Hans von Bülow
- 1885–1886: Richard Strauss
- 1886–1903: Fritz Steinbach
- 1903–1911: Wilhelm Berger
- 1911–1914: Max Reger
- 1926–1930: Heinz Bongartz
- 1945–1952: Peter Schmitz
- 1952–1956: Ulrich Haverkamp
- 1956–1961: Rolf Reuter
- 1961–1967: Olaf Koch
- 1967–1995: Wolfgang Hocke
- 1995–1999: Marie-Jeanne Dufour
- 1999–2002: Kirill Petrenko
- 2002–2004: Fabrizio Ventura
- 2004–2007: Alan Böribajew
- 2007–2010: Hans Urbanek
- 2011–2022: Philippe Bach
- ab 2023: Killian Farrell

## Herausragende Kapellmeister
- Elisa Gogou (2007–2013)
- Leo McFall (2012–2015)

## Gastdirigenten
- Edvard Grieg (1883)
- Johannes Brahms (1885–1886)
- Eugen d’Albert (1887–1901)
- Gerd Schaller (2009)
- Lancelot Fuhry (2012)
- Kaspar Zehnder (2013)

## Einzelne Mitglieder der Meininger Hofkapelle

Richard Mühlfeld

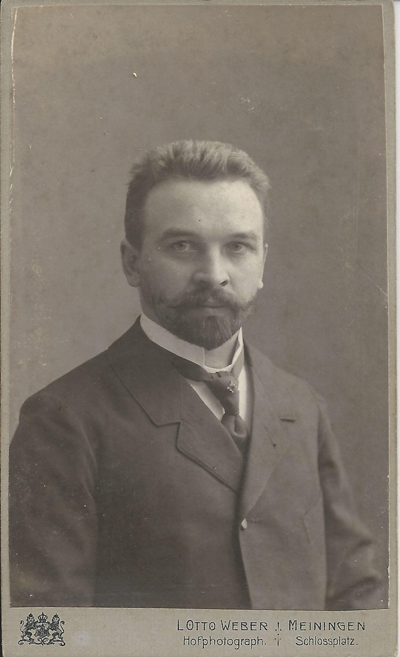
Franz Hanika

- Friedhold Fleischhauer, Violinist und Konzertmeister
- Alexander Ritter, Violinist und Konzertmeister unter Hans von Bülow und Richard Strauss.
- Richard Mühlfeld, bekanntester und erfolgreichster Klarinettist seiner Zeit, Brahms schrieb für ihn vier Musikstücke.
- Franz Hanika, studierte am Königlichen Konservatorium der Musik in Leipzig, war ab 1898 Kontrabassist in der Meininger Hofkapelle und wurde 1917 zum Kammermusikus ernannt.[5]